# Championnat d'Europe de courses de camions 2012
Pour les articles homonymes, voir CECC.
Navigation
2011 2013
Le championnat européen de course de camions 2012 est la 28e édition du championnat d'Europe de courses de camions. Il comporte onze Grands Prix, commence le 12 mai 2013 à Istanbul en Turquie et s'achève le 14 octobre 2012 au Mans en France. Jochen Hahn est sacré champion d'Europe pour la deuxième année consécutive. Cepsa/Truck sport Lutz Bernau remportent le titre par équipes.

## Grand Prix de la saison 2012
Le Grand Prix d'Albacete a été supprimé en raison de problèmes financiers et est remplacé par le Grand Prix de Jarama. Il y aura donc deux Grand Prix de Jarama.
| N° | Date          | Grand Prix                | Circuit          | Vainqueur Course 1 | Vainqueur Course 2 | Vainqueur Course 3 | Vainqueur Course 4 | Pole Position Course 1 | Pole Position Course 3 |
| -- | ------------- | ------------------------- | ---------------- | ------------------ | ------------------ | ------------------ | ------------------ | ---------------------- | ---------------------- |
| 1  | 12.05 – 13.05 | Grand Prix d'Istanbul     | Istanbul         | Jochen Hahn        | Jochen Hahn        | Jochen Hahn        | Jochen Hahn        | Jochen Hahn            | Jochen Hahn            |
| 2  | 19.05 – 20.05 | Grand Prix de Misano      | Misano Adriatico | Jochen Hahn        | David Vršecký      | Antonio Albacete   | David Vršecký      | Jochen Hahn            | Jochen Hahn            |
| 3  | 09.06 – 10.06 | Grand Prix de Jarama      | Jarama           | Jochen Hahn        | Antonio Albacete   | Jochen Hahn        | Mika Makinen       | Jochen Hahn            | Jochen Hahn            |
| 4  | 23.06 – 24.06 | Grand Prix de Nogaro      | Nogaro           | Antonio Albacete   | Dominique Lachèze  | Antonio Albacete   | Anthony Janiec     | Antonio Albacete       | Antonio Albacete       |
| 5  | 30.06 – 01.07 | Grand Prix de Donington   | Donington        | Jochen Hahn        | David Vršecký      | Antonio Albacete   | Norbert Kiss       | Jochen Hahn            | Jochen Hahn            |
| 6  | 14.07 – 15.07 | Grand Prix du Nürburgring | Nürburg          | Adam Lacko (en)    | Antonio Albacete   | Jochen Hahn        | Markus Oestreich   | Antonio Albacete       | Antonio Albacete       |
| 7  | 28.07 – 29.07 | Grand Prix de Smolensk    | Smolensk         | Antonio Albacete   | Rene Reinert       | Jochen Hahn        | Jochen Hahn        | Antonio Albacete       | Antonio Albacete       |
| 8  | 01.09 – 02.09 | Grand Prix de Most        | Most             | Antonio Albacete   | Antonio Albacete   | Antonio Albacete   | Jochen Hahn        | Antonio Albacete       | Jochen Hahn            |
| 9  | 22.09 – 23.09 | Grand Prix de Zolder      | Zolder           | Jochen Hahn        | Markus Bösiger     | Antonio Albacete   | Adam Lacko (en)    | Jochen Hahn            | Antonio Albacete       |
| 10 | 06.10 – 07.10 | Grand Prix de Jarama      | Jarama           | Jochen Hahn        | Norbert Kiss       | Jochen Hahn        | Norbert Kiss       | Jochen Hahn            | Jochen Hahn            |
| 11 | 13.10 – 14.10 | Grand Prix du Mans        | Le Mans          | Jochen Hahn        | Norbert Kiss       | Markus Bösiger     | Norbert Kiss       | Antonio Albacete       | Markus Bösiger         |